# Соман-де-Воклюз
Соман-де-Воклюз (фр. Saumane-de-Vaucluse) — коммуна во французском департаменте Воклюз региона Прованс — Альпы — Лазурный Берег. Относится к кантону Л’Иль-сюр-ла-Сорг.

## Географическое положение

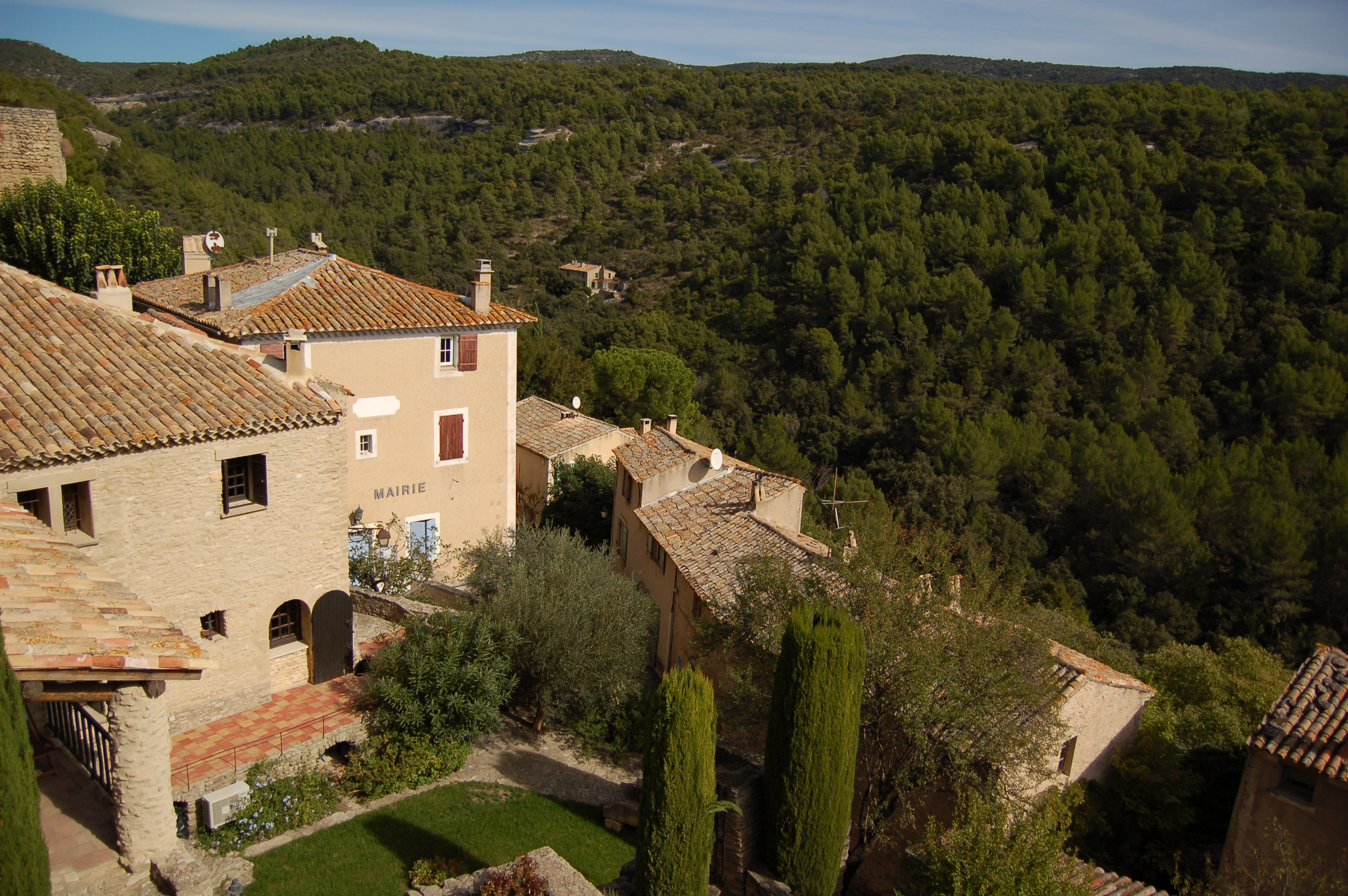
Мэрия.

Соман-де-Воклюз расположен в 24 км к востоку от Авиньона и в 5 км к востоку от Л’Иль-сюр-ла-Сорг. Соседние коммуны: Ла-Рок-сюр-Перн на севере, Фонтен-де-Воклюз и Горд на юго-востоке, Лань на юге, Л'Иль-сюр-ла-Сорг на западе, Веллерон на северо-западе.
Коммуна находится у гор Воклюза над долиной Сорг.

## Демография
Население коммуны на 2010 год составляло 856 человек.
| 1962 | 1968 | 1975 | 1982 | 1990 | 1999 | 2010 |
| ---- | ---- | ---- | ---- | ---- | ---- | ---- |
| 287  | 340  | 443  | 581  | 644  | 684  | 856  |

## Достопримечательности
- Замок, сооружён в XII веке, переделан в XIV—XVII веках, принадлежал дяде маркиза де Сада, аббату Жаку де Саду.
- Церковь Сен-Трофим, датируется XII веком.
- Сельский музей в Кремаде.

## Галерея

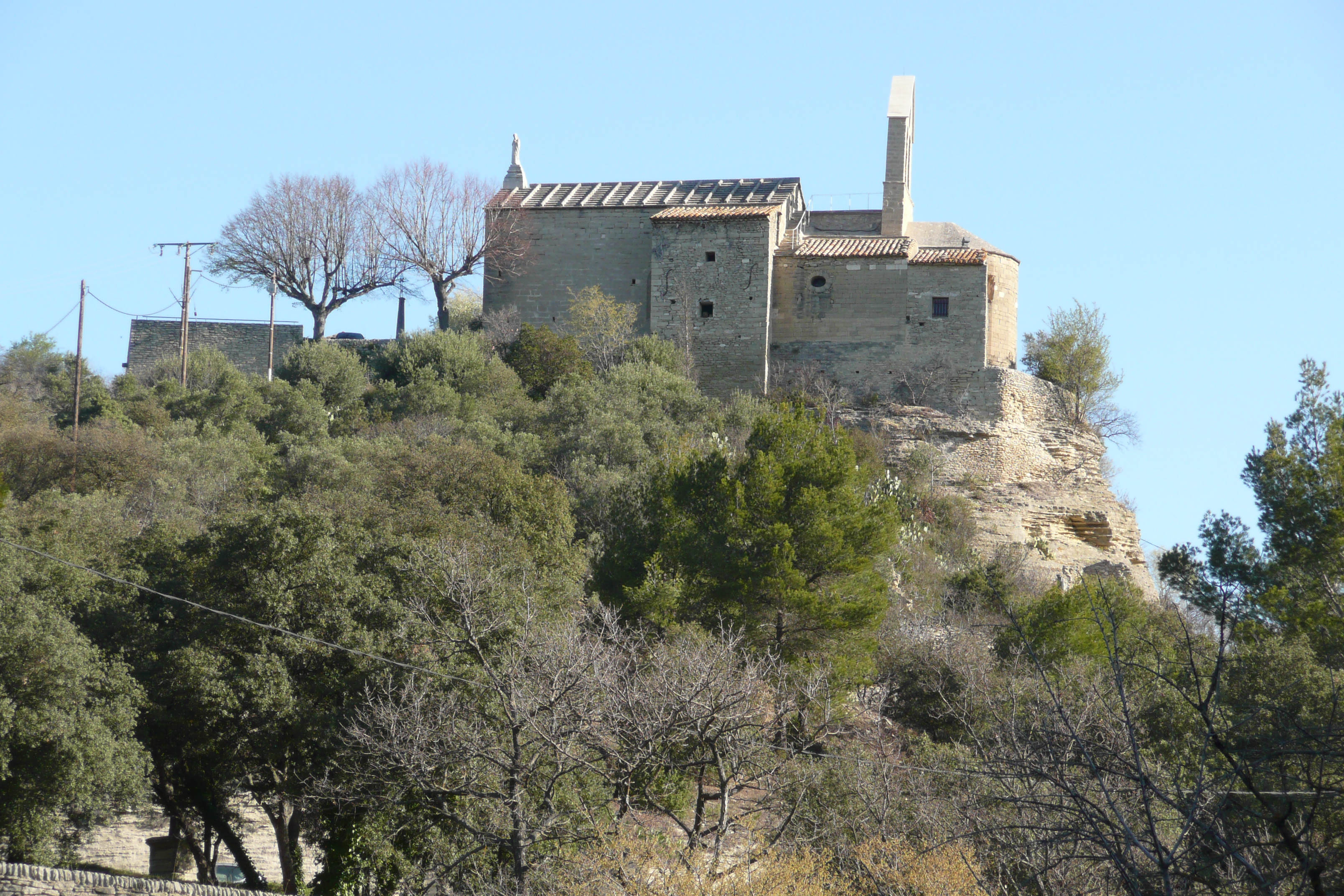
Вид на церковь Сен-Трофим.
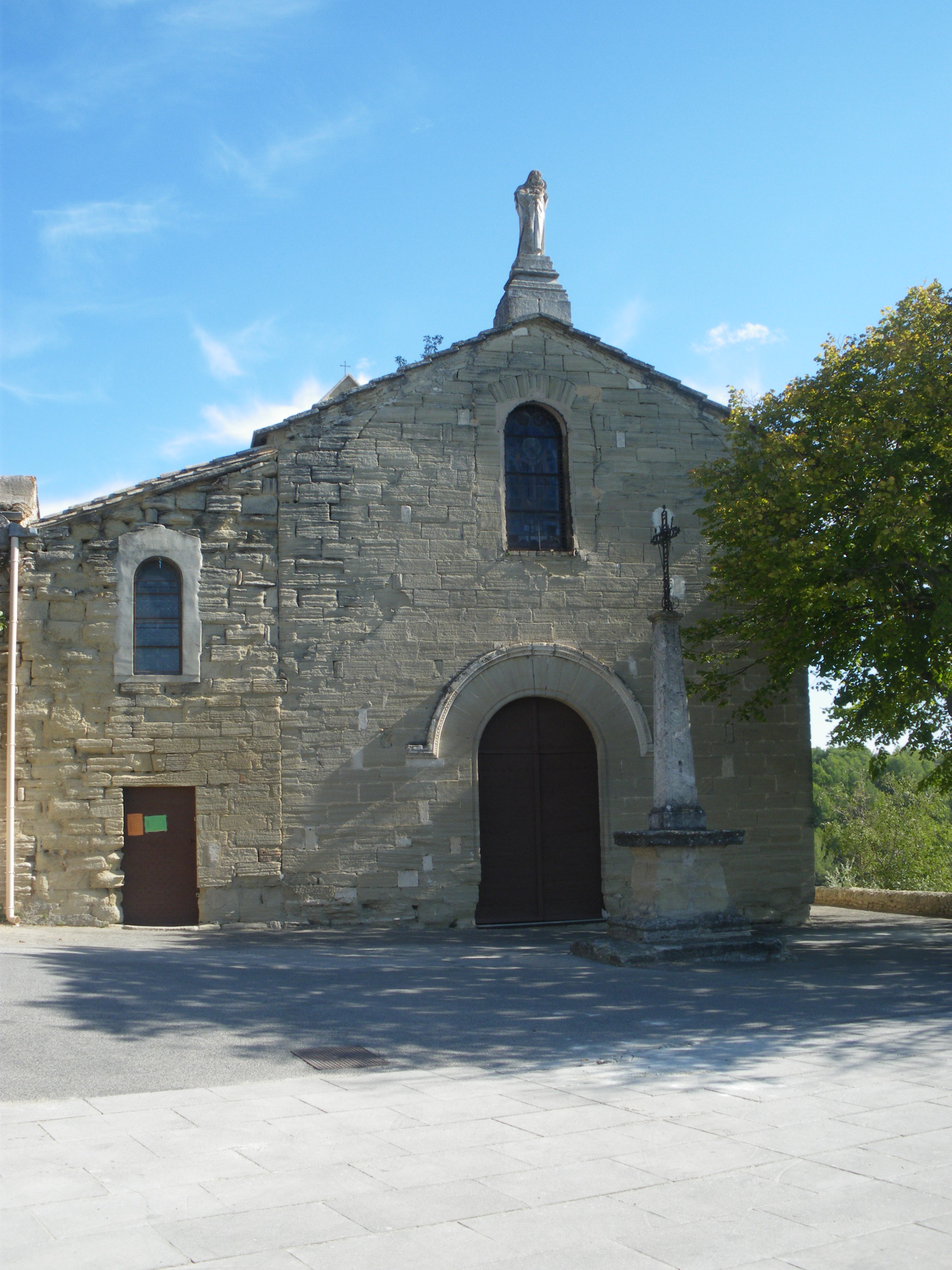
Церковь Сен-Трофим
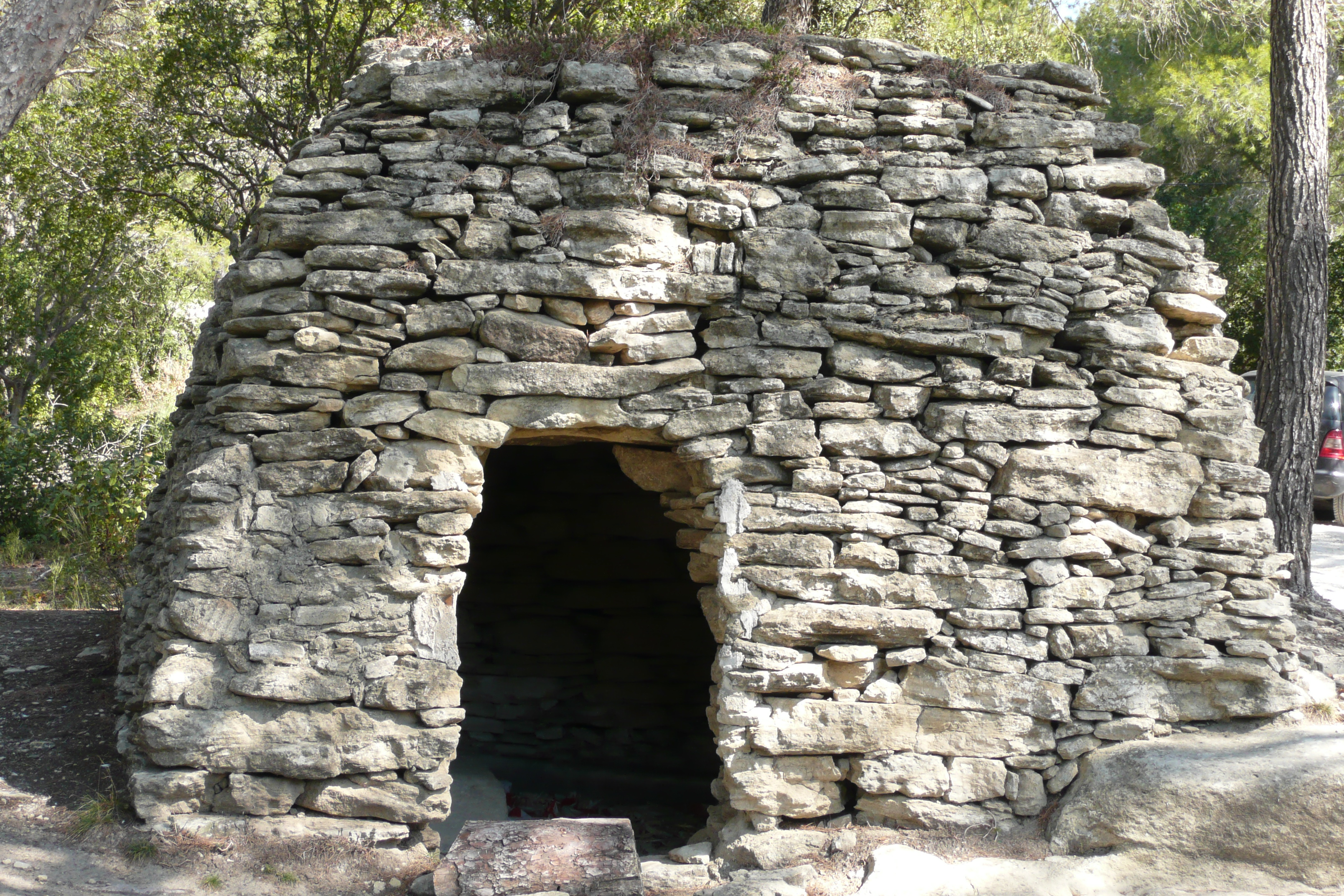
Каменные строения в окрестностях коммуны.
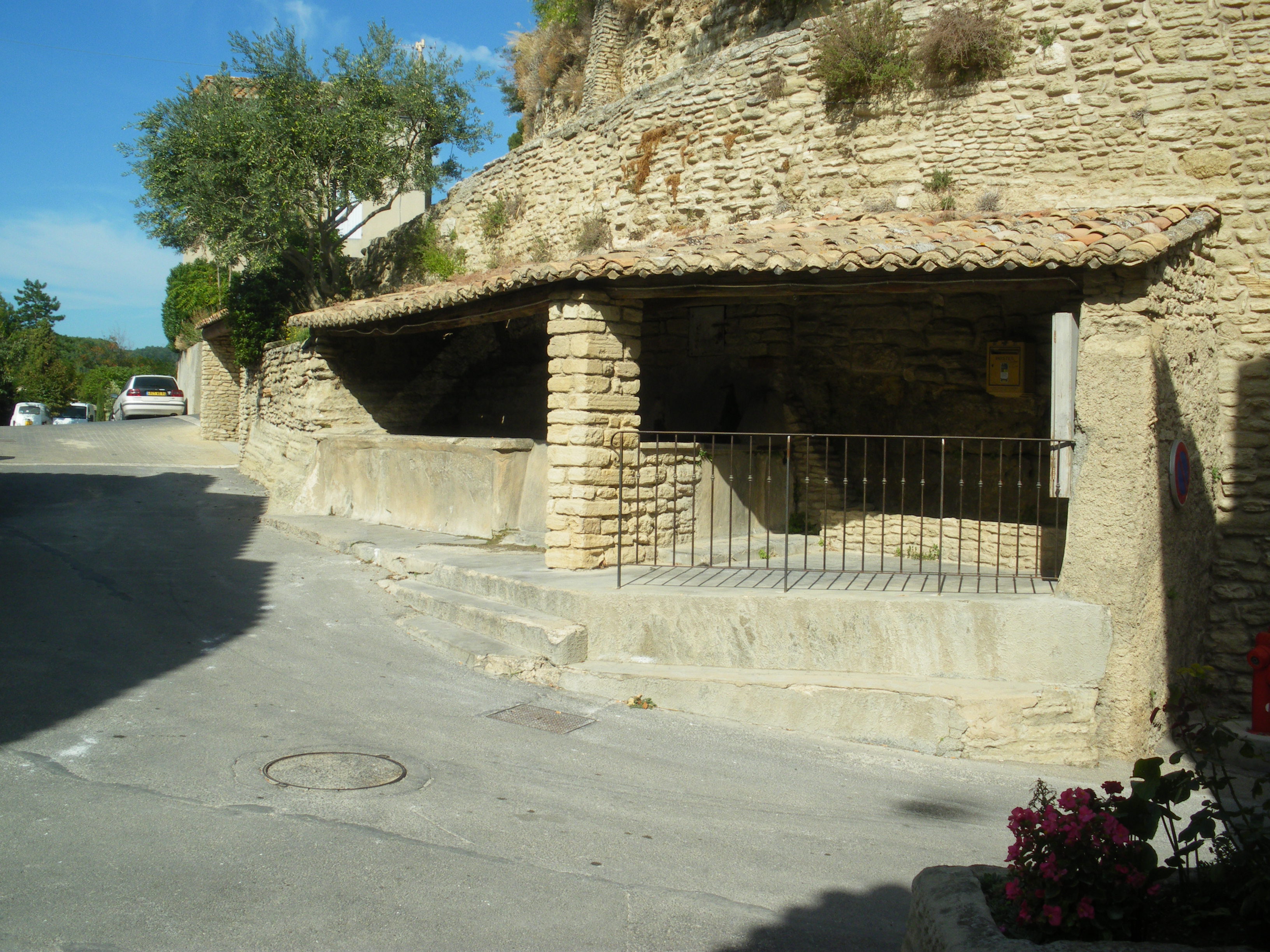
Лавуар.
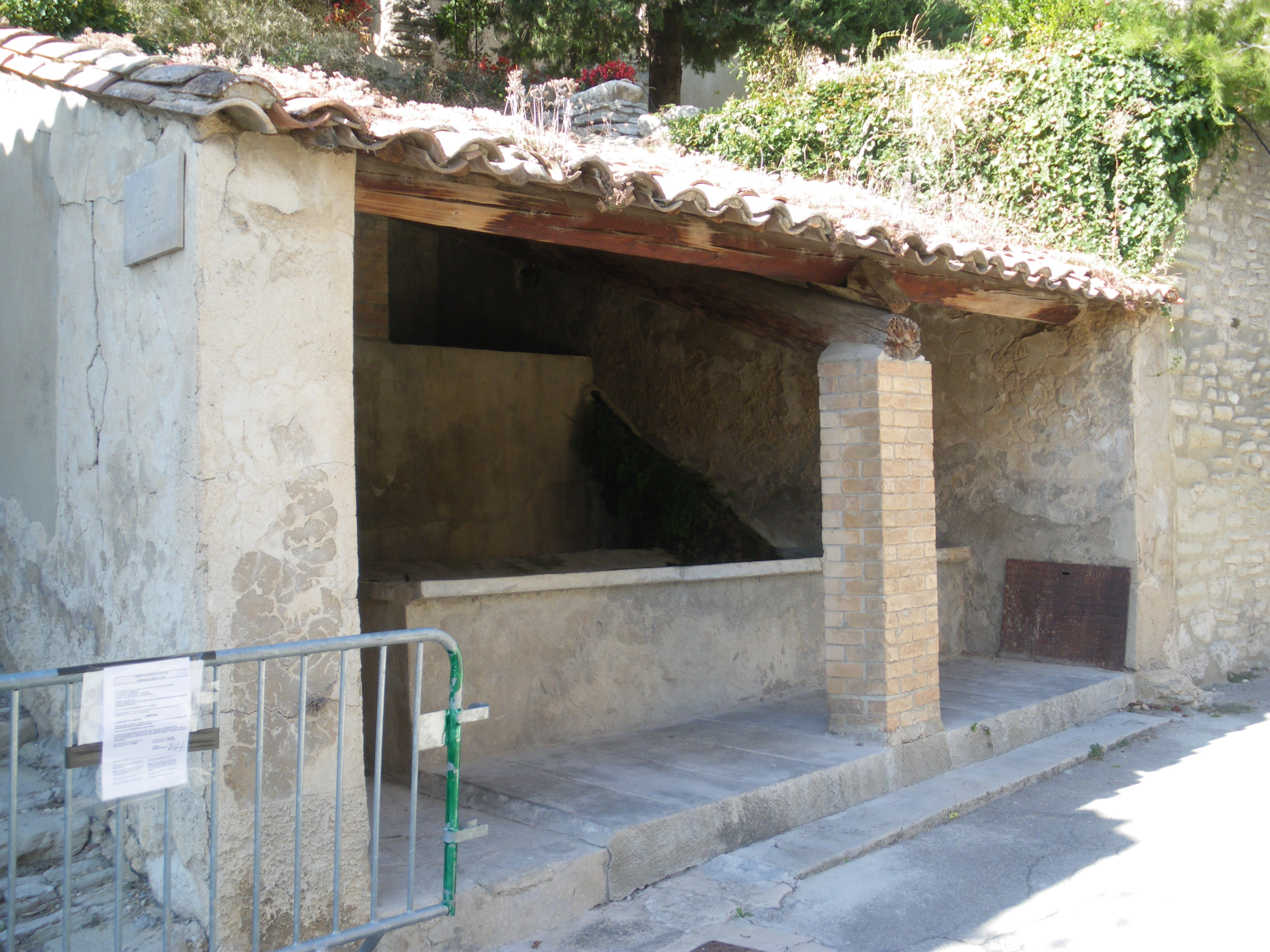
Лавуар.
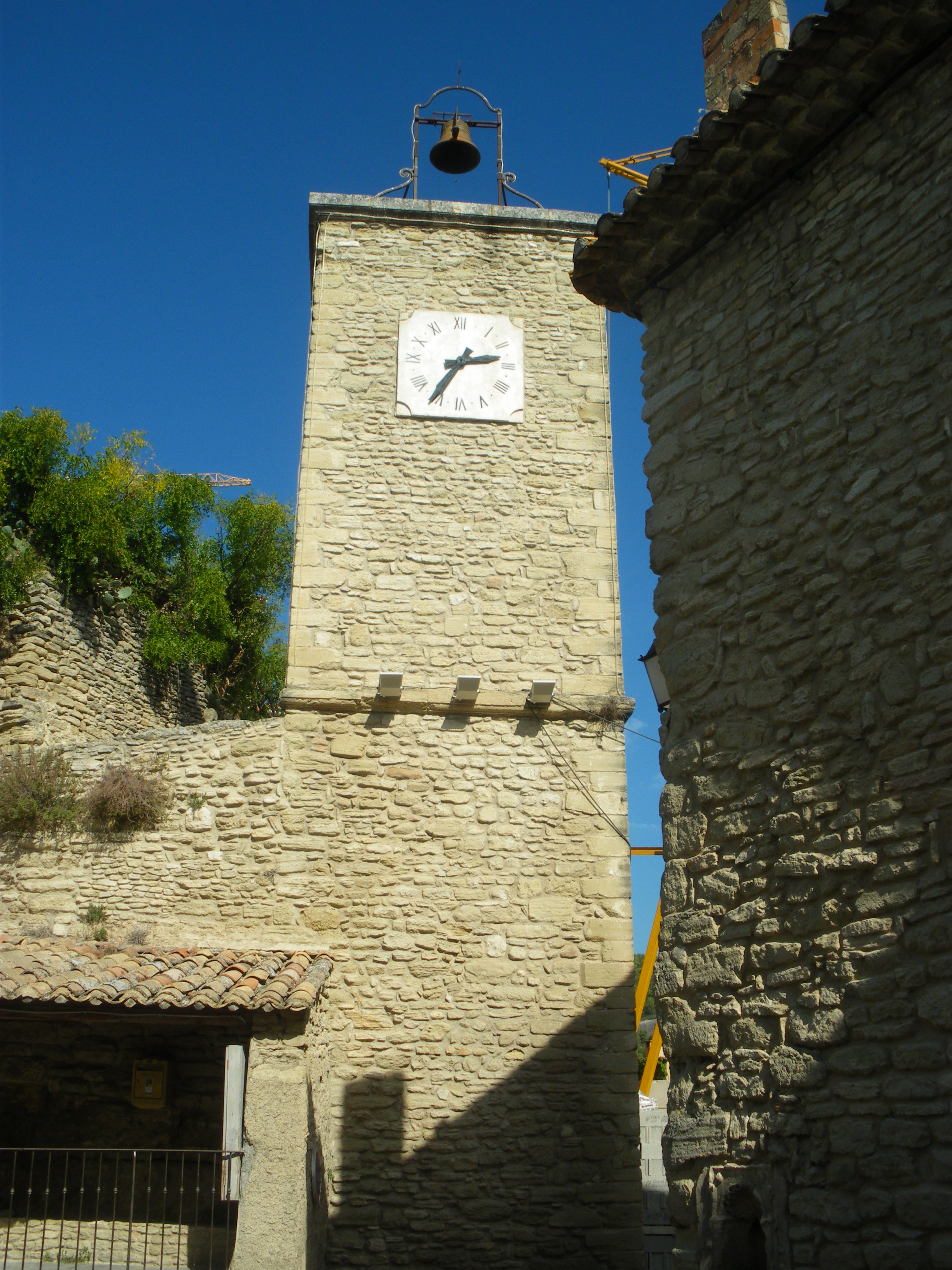
Часовая башня.
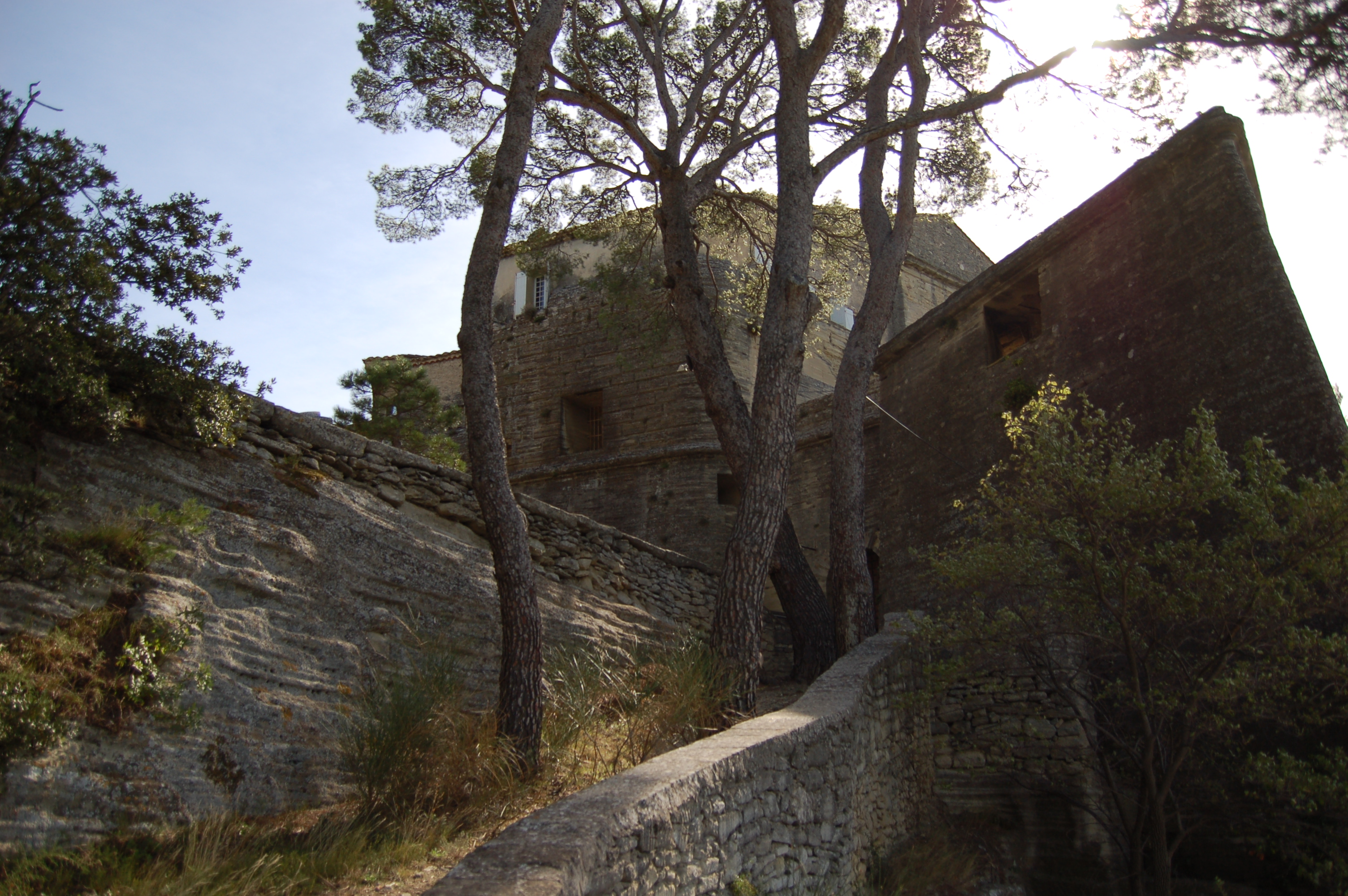
Замок Соман-де-Воклюз.